# Adolf Hezinger
Adolf Emil Hezinger (* 3. Februar 1905 in Mettingen (Esslingen am Neckar); † 2. August 2001 in  Herrsching am Ammersee) war ein deutscher Diplomat und SS-Hauptsturmführer in der Zeit des Nationalsozialismus.

## Leben
Hezinger, von Beruf Kaufmann, hielt sich ab 1925 in Mailand auf. Von 1930 an war Hezinger am deutschen Konsulat in Florenz als Sekretär angestellt. Nach der Machtübernahme der Nationalsozialisten trat Hezinger zum 1. Mai 1933 der NSDAP bei (Mitgliedsnummer 1.565.338) und gehörte von Februar 1934 bis März 1937 der HJ an. Von 1937 bis 1940 war er bei der Landesgruppe Italien Gauhauptstellenleiter der NSDAP/AO unter Landesgruppenleiter Erwin Ettel. Ab dem 1. Januar 1940 gehörte er der SS (SS-Nummer 347.190) an, in die er im Rang eines SS-Hauptsturmführers aufgenommen wurde. Zuvor war er verbeamtet worden und wurde in das Auswärtige Amt übernommen.
Vom Auswärtigen Amt wurde Hezinger 1940 zur deutschen Gesandtschaft in den Iran nach Teheran versetzt. Als der Iran im Spätsommer 1941 durch die britische Armee besetzt wurde, erfolgte Hezinger Ausweisung. Auf schwierigen Wegen musste er über die Türkei nach Deutschland zurückkehren, wo er das Büro von Erwin Ettel im Auswärtigen Amt leitete. Hezinger wurde 1943 Konsulatssekretär I. Klasse.
Ab Februar 1944 war er Referent der Gruppe Inland II (u. a. zuständig für „Judenangelegenheiten“) des Auswärtigen Amtes, wo er dem Gruppenleiter Horst Wagner zuarbeitete. In dieser Funktion war er auch mit antisemitischer Auslandspropaganda befasst und nahm in diesem Rahmen am 3. und 4. April 1944 an der „Arbeitstagung der Judenreferenten der Deutschen Missionen in Europa“ in Krummhübel zur Koordination entsprechender antijüdischer Maßnahmen teil. In der in diesem Zusammenhang zur Forcierung der Propagandaarbeit gegründeten „Antijüdischen Aktion“ übernahm er die Funktion des Generalsekretärs.
Nach der Besetzung Ungarns durch die Wehrmacht am 19. März 1944 war Hezinger ab April 1944 Referent für Judenfragen bei der deutschen Gesandtschaft in Budapest und gehörte dem Stab des „Bevollmächtigten des Großdeutschen Reiches in Ungarn“ Edmund Veesenmayer an. Hezinger war Verbindungsmann der deutschen Gesandtschaft zu den deutschen und ungarischen Dienststellen, welche die Deportationen der ungarischen Juden durchführten. Hezinger registrierte in den Lagern jene Juden, die u. a. aufgrund ihrer Staatsangehörigkeit nicht in das KZ Auschwitz-Birkenau deportiert werden sollten. Für die hier zu lösenden Aufgaben zur Deportation von über 200.000 jüdischer Staatsangehöriger aus Ungarn in die Konzentrationslager war Hunzinger „unentbehrlich“, wie Adolf Eichmann feststellte. Im Mai 1944 folgte ihm Theodor Horst Grell in dieser Funktion nach. Zuletzt war Hezinger Angehöriger des Stabes von Adolf Eichmann in Ungarn.
Hezinger wurde Anfang August 1944 zur Waffen-SS eingezogen und leistete Kriegsdienst bis zum Ende des Zweiten Weltkrieges.
Nach Kriegsende wurde Hezinger von Dezember 1947 bis Juni 1948 mehrmals im Rahmen der Nürnberger Prozesse vernommen. Er wurde nach eigenen Aussagen als „Minderbelasteter“ entnazifiziert. Anschließend war er als Kaufmann in Breitbrunn am Ammersee tätig. Ab 1957 war Hezinger Konsulatssekretär beim Bonner Auswärtigen Amt. Nach Weitkamp wurde Hezinger nicht wieder in den Dienst des Auswärtigen Amtes übernommen und erhielt auch keine Pension. Hezinger ist im Braunbuch der DDR aufgeführt. Ein gegen ihn eingeleitetes Ermittlungsverfahren wurde vom Landgericht Frankfurt am Main 1976 eingestellt.